# 2raumwohnung
2raumwohnung (pronunciado ['tsvaɪ̯ʀaʊ̯mvoːnʊŋ]; alem. para «apartamento de dos habitaciones») es un dúo alemán de música pop formado en 2000 en Berlín por el músico berlinés Tommi Eckhart y la cantante de Hagen Inga Humpe.

## Historia
El dúo se forma cuando Eckhart y Humpe —excantante de los grupos de la Neue Deutsche Welle Neonbabies y Deutsch-Österreichisches Feingefühl y hermana menor de Annette Humpe— componen la canción Wir trafen uns in einem Garten («Nos encontramos en un jardín») para un anuncio de una marca de cigarrillos de la RDA. A la vista del éxito de la canción lanzan su primer disco, Kommt zusammen («Venid juntos»). Su sencillo 2 von Millionen von Sternen («Dos de entre millones de estrellas») es utilizado entre 2000 y 2001 por el banco bávaro HypoVereinsbank para una campaña publicitaria relacionada con la entrada en funcionamiento del euro.
En 2003 lanzan su segundo disco, titulado In wirklich, que gana el premio Dance Music Award en la categoría de mejor álbum. El tercer álbum llevó por título Melancholisch schön ("Melancólicamente bello") y vio la luz en junio de 2005. En febrero de 2007, 2raumwohnung publica 36grad ("36 grados").
En la actualidad, Eckart y Humpe son pareja y viven en Berlín, donde dirigen su propia firma discográfica it.sounds, que ha producido discos de, entre otros,  EL*KE, la banda americana Tito & Tarantula y Stephan Remmler (Trio). Eckart ha realizado además remixes para artistas como Rosenstolz y Ennio Morricone

## Discografía

### Álbumes
- 2001: Kommt zusammen
- 2002: Kommt zusammen (Remix-Album)
- 2002: In wirklich
- 2004: Es wird Morgen
- 2005: Melancholisch schön
- 2007: 36 Grad
- 2007: 36 Grad (Remix-Album)
- 2009: Lasso
- 2013: Achtung Fertig

### Sencillos
- 2000: Wir trafen uns in einem Garten
- 2001: Kommt zusammen
- 2001: Nimm mich mit - Das Abenteuer Liebe
- 2002: 2 von Millionen Sternen
- 2002: Ich und Elaine
- 2003: Freie Liebe
- 2004: Spiel mit
- 2004: Es wird morgen
- 2004: Wir sind die anderen
- 2005: Sasha (Sex Secret)
- 2005: Melancholisch Schon
- 2007: Besser Gehts Nicht
- 2007: 36 Grad
- 2007: Mir kann nichts passieren
- 2009: Wir werden sehen
- 2009: Body Is Boss
- 2010: Rette mich später
- 2010: Der letzte Abend auf der Welt
- 2013: Bei dir bin ich schön